# Scottish Division One 1930-1931
La Scottish Division One 1930-1931 è stata la 41ª edizione della massima serie del campionato scozzese di calcio, disputato tra il 9 agosto 1930 e il 29 aprile 1931 e concluso con la vittoria dei Rangers, al loro diciannovesimo titolo, il quinto consecutivo.
Capocannoniere del torneo è stato Bernard Battles (Hearts) con 44 reti.

## Classifica finale
Fonte:
|  | Pos. | Squadra             | Pt | G  | V  | N  | P  | GF  | GS  | QR    |
|  | ---- | ------------------- | -- | -- | -- | -- | -- | --- | --- | ----- |
|  | 1.   | Rangers             | 60 | 38 | 27 | 6  | 5  | 96  | 29  | 3,310 |
|  | 2.   | Celtic              | 58 | 38 | 24 | 10 | 4  | 101 | 34  | 2,971 |
|  | 3.   | Motherwell          | 56 | 38 | 24 | 8  | 6  | 102 | 42  | 2,429 |
|  | 4.   | Partick Thistle     | 53 | 38 | 24 | 5  | 9  | 76  | 43  | 1,767 |
|  | 5.   | Hearts              | 44 | 38 | 19 | 6  | 13 | 90  | 63  | 1,429 |
|  | 6.   | Aberdeen            | 41 | 38 | 17 | 7  | 14 | 79  | 63  | 1,254 |
|  | 7.   | Cowdenbeath         | 41 | 38 | 17 | 7  | 14 | 58  | 65  | 0,892 |
|  | 8.   | Dundee              | 39 | 38 | 17 | 5  | 16 | 65  | 63  | 1,032 |
|  | 9.   | Airdrieonians       | 39 | 38 | 17 | 5  | 16 | 59  | 66  | 0,894 |
|  | 10.  | Hamilton Academical | 37 | 38 | 16 | 5  | 17 | 59  | 57  | 1,035 |
|  | 11.  | Kilmarnock          | 35 | 38 | 15 | 5  | 18 | 59  | 60  | 0,983 |
|  | 12.  | Clyde               | 34 | 38 | 15 | 4  | 19 | 60  | 87  | 0,690 |
|  | 13.  | Queen's Park        | 33 | 38 | 13 | 7  | 18 | 71  | 72  | 0,986 |
|  | 14.  | Falkirk             | 32 | 38 | 14 | 4  | 20 | 77  | 87  | 0,885 |
|  | 15.  | St. Mirren          | 30 | 38 | 11 | 8  | 19 | 49  | 72  | 0,681 |
|  | 16.  | Morton              | 29 | 38 | 11 | 7  | 20 | 58  | 83  | 0,699 |
|  | 17.  | Leith Athletic      | 27 | 38 | 8  | 11 | 19 | 51  | 85  | 0,600 |
|  | 18.  | Ayr Utd             | 27 | 38 | 8  | 11 | 19 | 53  | 92  | 0,576 |
|  | 19.  | Hibernian           | 25 | 38 | 9  | 7  | 22 | 49  | 81  | 0,605 |
|  | 20.  | East Fife           | 20 | 38 | 8  | 4  | 26 | 45  | 113 | 0,398 |

Legenda:
      Campione di Scozia.
      Retrocesso in Division Two 1931-1932.
Regolamento:
Due punti a vittoria, uno a pareggio, zero a sconfitta.
A parità di punti, le posizioni in classifica venivano determinate sulla base del quoziente reti.